# Pivovar Vysoký Chlumec
Pivovar Vysoký Chlumec se nachází v obci Vysoký Chlumec u Sedlčan v okrese Příbram, jeho výstav v roce 2008 činil 111 tisíc hektolitrů piva.[zdroj?] Objemem produkce se řadí mezi středně velké pivovary.

## Historie
Pivovar ve Vysokém Chlumci pravděpodobně založil Dětřich z Janovic někdy na přelomu 14. a 15. století. Od roku 1474 byl v majetku roudnické větve českého šlechtického rodu Lobkowiczů. Pivovar byl zničen v průběhu třicetileté války a v roce 1652 znovu rekonstruován. V roce 1948 byl tehdejší pivovar Pivovar Vysoký Chlumec Max Lobkowicz znárodněn.
V roce 1992 byl v rámci restitucí navrácen Lobkowiczům, kteří jej částečně modernizovali a provozovali jako Knížecí pivovar Lobkowicz. V roce 2005 Lobkowiczové prodali nejdříve polovinu a později i zbytek pivovaru německé firmě LBC Management GmbH.. V roce 2008 se stal pivovar majetkem české společnosti K Brewery Group, a.s.. Oficiální název až do prosince 2009 zněl: Lobkowiczký pivovar, a. s. Současný název zní: Pivovar Vysoký Chlumec, a. s.. Od 1.2. 2012 došlo k přejmenování společnosti K Brewery Group, a.s. na společnost Pivovary Lobkowicz Group, a.s., čímž se pivovaru Vysoký Chlumec částečně vrátil jeho název.
Majoritní podíl výši 79,4 % koupila společnost spoluvlastněná čínskou CEFC. Celková hodnota transakce do pivovarnictví činila 1,9 miliardy korun.[zdroj?]

## Výrobky (značky)
Pivovar v současné době vaří zejména piva Vévoda, Démon a speciální piva prémiové řady Lobkowicz (ALE, Pšeničný). Značná část produkce směřuje do zahraničí, především do Německa, Francie, Itálie, USA a dalších zemí. Pivo Lobkowicz Ležák, Nealko a Černý se nevyrábí v Pivovaru Vysoký Chlumec, ale v Pivovaru Platan v Protivíně, který taktéž vlastní společnost Pivovary Lobkowicz, a.s..[zdroj?]

### Historické značky
- Vysokochlumecký ležák (12°) světlý i tmavý, před rokem 1990
- Krčín (11°) světlý i tmavý, před rokem 1990
- Lobkowicz (10°), světlé výčepní, po roce 1992
- Lobkowicz (12°), světlý ležák, po roce 1992
- Lobkowicz (14°), světlý ležák (speciál), po roce 1992
- Kaiser Premium, světlý ležák v licenci, po roce 1992
- Fürst Lobkowicz, světlý ležák pro vývoz, po roce 1922
- Lobkowicz Klasik, světlé výčepní, po roce 1997
- Lobkowicz Kníže, světlý ležák, po roce 1997
- Lobkowicz Baron, tmavý ležák, po roce 1997
- Lobkov, světlý ležák, exportní verze
- Lobkowicz 8°, nízkoalkoholická verze
- Borůvka (10°) - světlé výčepní
- Vévoda (11°) - světlý kvasnicový ležák

### Současné značky pro český trh (2022 rok)

#### Stálá nabídka
- Démon (13°) - silné polotmavé pivo (obsah alkoholu 5,2 %)
- Lobkowicz Premium Ležák (12°) - světlý ležák (obsah alkoholu 4,7 %)
- Lobkowicz Premium Černý (12°) - tmavý ležák (obsah alkoholu 4,7 %)
- Lobkowicz IPA Flying Cloud  - svrchně kvašené polotmavé pivo (obsah alkoholu 5,5 %)
- Lobkowitz Premium Černý (12°) - tmavý ležák
- Lobkowicz Pšenice  - nefiltrované pšeničné pivos (obsah alkoholu 4,3 %)
- Lobkowicz Premium Nealko - chmelené nealko pivo (obsah alkoholu 0,5 %)

#### Příležitostné speciály
- Pšeničný speciál Knížete Václava (13°) - světlý kvasnicový ležák
- Chlumecký AMBER ALE - svrchně kvašené pivo jantarové barvy o stupňovitosti 13,2 % a obsahu alkoholu 4,9 % obj.
- Chlumecký PALE ALE - světlé svrchně kvašené pivo typu ale o stupňovitosti 11 % je příjemně hořké a v jeho chuti i vůni lze rozpoznat nádech medu, květů, rozinek a ovoce.
- Chlumecký Fruit ALE  - nefiltrované ochucené polotmavé speciální pivo typu ale s obsahem alkoholu 5,0 % obj. o stupňovitosti 13 % s chutí a vůní cherry
- Janův elixír ochucený - světlý ležák s jemnou příchuť medu a bylin (extrakt z konopí, kardamomu a meduňky) s obsahem alkoholu 4,5 % obj.
- Chlumecký Vít s limetkou - pšeničný ležák s příchutí limetky, nefiltrovaný, obsah alkoholu 4,3 % obj., kvasnicové/nefiltrované, ležák, světlé
- IPA Sea Witch - svrchně kvašené speciální pivo

### Současné značky pro německý trh
- Lobkowicz Baron (12°), tmavý ležák
- Lobkowicz Fürst (12°), světlý ležák